# باغ‌وحش صفادشت
باغ‌وحش صفادشت باغ‌وحشی در تهران است که در زمینی به گستردگی نزدیک به ۵ هکتار در بخش صفادشت از توابع شهرستان ملارد استان تهران قرار گرفته‌است. این باغ وحش از تهران ۵۰ کیلومتر و از کرج ۲۰ کیلومتر فاصله دارد. در حال حاضر ۸۰۰ جانور از ۱۵۰ گونه جانوری مختلف در این مکان وجود دارند که شامل انواع جانوران علفخوار، گوشتخوار، خزنده و پرندگان خشکی‌زی و آبزی است.

## زرافه آفریقایی
۲۲ خرداد ماه ۱۳۹۷ ۳ زرافه آفریقایی به باغ وحش صفا دشت منتقل شدند. علیرضا شرفی، مدیر باغ وحش صفادشت دربارهٔ خرید آن‌ها به رسانه‌ها اعلام کرد: وقتی زرافه‌ها را در یکی از باغ وحش‌های روسیه دیدم باعث شد تصمیم بگیرم مقدمات را برای میزبانی از این گونه جانوری زیبا در باغ وحش صفادشت فراهم کنم. خصوصاً که در هیچ‌کدام از باغ وحش‌های کشور زرافه نگهداری نمی‌شود و قطعاً مشاهده این حیوان منحصربه‌فرد برای مردم بسیار جذاب خواهد بود. دو زرافه ماده و یک زرافه نر یک ساله از مرکز تکثیر زرافه در آفریقای جنوبی خریداری کردیم که چند روزی است به جایگاهی یک هکتاری در باغ وحش منتقل شده‌اند.

## پلنگ سیاه آفریقایی
روز یکشنبه ۲۶ اسفند ماه ۱۳۹۷، یک توله پلنگ سیاه آفریقایی ماده از یک مرکز نگهداری از حیات وحش در آفریقای جنوبی به ایران انتقال یافت و در جایگاهی ۳۰۰متری در باغ وحش صفادشت مستقر شد. نام این توله پلنگ سیاه آفریقایی نیکی است. این اولین پلنگ سیاه آفریقایی است که در ایران نگهداری می‌شود. پلنگ سیاه (Black panther) به‌طور معمول به پلنگ‌های با پوست سیاه گفته می‌شود؛ پلنگ‌های سیاه در قاره‌های آسیا و آفریقا در رده پلنگ‌ها و در قاره آمریکا در رده جگوارها طبقه‌بندی می‌شوند.

## حواشی و پلمپ
پلمپ باغ وحش
به علت عدم رسیدگی صحیح و اصولی از حیوانات و بازسازی اين مجموعه، پلمپ شد.

### مرگ زرافه
در اردیبهشت ماه ۱۳۹۸ یکی از زرافه‌هایی که سال گذشته به این باغ وحش منتقل شده بود فوت شد. مسئولان باغ وحش در این رابطه سکوت کردند اما چندی بعد عکسی از سلاخی کردن زرافه توسط یکی از فعالان محیط زیست در شبکه‌های اجتماعی منتشر شد.

### مرگ ببر
در روز ۲۷ دی ماه ۱۳۹۸ یکی از سه ببر موجود در باغ وحش صفادشت فوت شد. ببر ۶ ساله مرکز نگهداری حیات وحش صفادشت که در سلامت کامل بود به طرز مشکوکی کشته شد. به گفته مسئولان مرکز نگهداری حیات وحش صفادشت این ببر نارسایی کلیوی داشته، اما پس از بررسی، پزشک معالج متوجه وجود استخوانی در گوارش این ببر شده که همین منجر به مرگ این گونه شده‌است
این ببر چند ماه پیش از باغ وحش مشهد خریداری شد و آنجا در نبود فضای کافی، با یک «تایگون» هم‌قفس بود. در خبرها گفته شده مرگ حیوان در شرایطی اتفاق افتاده که قرار بود به باغ وحش بابلسر فروخته شود.

### مرگ گورخر آفریقایی
در تاریخ ۱۲ اردیبهشت ۱۴۰۰ شمسی، ۳ راس گور خر آفریقایی شامل دو ماده و یک نر از کشور هلند به ایران منتقل شدند. یک روز پس از انتقال گورخرهای آفریقایی به یاغ وحش صفادشت گورخر نر مرد.
مرگ این گورخر آفریقایی در شبکه‌های مجازی واکنش‌های زیادی را برانگیخت. صفحه رسمی اینستاگرام باغ وحش صفادشت در واکنش به این انتقاد اقدام به توهین به منتقدان نمود. یک روز پس از فوت گورخر آفریقایی در باغ وحش صفادشت کلیپی از نحوه انتقال گورخرها در گمرگ منتشر شد که یکی از گورخرها در داخل جوی آب افتاده و ظاهراً یکی از پاهایش شکسته‌است و یکی از افراد حاضر در فیلم به سر و بدن حیوان ضربه می‌زند. پس از انتشار این کلیپ شهاب الدین منتظمی مدیرکل دفتر حفاظت و نظارت حیات وحش سازمان حفاظت محیط زیست اعلام کرد که با مقصران این حادثه برخورد قانونی صورت خواهد گرفت.